# De Vecchi Editore
De Vecchi Editore è una casa editrice italiana fondata nel 1962 a Milano come Giovanni De Vecchi Editore, specializzata nella manualistica, le cui pubblicazioni più note consistono in volumi su animali domestici e la guida giuridica L'avvocato nel cassetto.
Nel 2006 la società passa sotto il controllo congiunto del gruppo francese Albin Michel e quello italiano Edizioni Larus, per essere successivamente ceduta a Giunti Editore.